# Fire with Fire – Rache folgt eigenen Regeln
Fire with Fire – Rache folgt eigenen Regeln (Originaltitel: Fire with Fire) ist ein US-amerikanischer Film des Regisseurs David Barrett aus dem Jahr 2012 mit Elementen eines Actionfilms sowie eines Filmdramas. In den Hauptrollen sind Josh Duhamel, Rosario Dawson, Vincent D’Onofrio sowie Bruce Willis zu sehen. Bei dem Film handelt es sich um eine Direct-to-DVD-Produktion.

## Handlung
Long Beach, Kalifornien: Jeremy Coleman und seine Kollegen von der Feuerwehr erhalten nach einem erfolgreichen Einsatz eine Kiste mit 35 Jahre altem Scotch geschenkt. Bevor sie sich auf den Heimweg machen, um gemeinsam den Scotch zu trinken, betritt Jeremy einen Lebensmittelmarkt, um Snacks einzukaufen. Dort wird er Zeuge, wie Hagan, ein Gangsterboss der Aryan Brotherhood, zunächst den Sohn des Geschäftsinhabers und anschließend den Ladenbesitzer selbst erschießt, weil dieser nicht bereit war, ihm die Geschäftsräume zu überlassen. Bevor Hagans Komplizen Jeremy töten können, flieht dieser.
Jeremy vertraut sich Police Detective Mike Cella an, der seinen ehemaligen Polizeipartner im Kampf gegen Hagan verloren hat. Durch ihn erfährt er von Hagans letzten kriminellen Machenschaften und beschließt, Hagan ins Gefängnis zu bringen. Tatsächlich wird Hagan kurz darauf verhaftet und kann durch Jeremy in einer Gegenüberstellung identifiziert werden. Als Hagan jedoch während der Gegenüberstellung Jeremys Namen, Adresse und Sozialversicherungsnummer nennt, um den Zeugen, der ihn belastet, einzuschüchtern, wird beschlossen, Jeremy ins Zeugenschutzprogramm aufzunehmen und ihm eine neue Identität als Jeremy Douglas zu geben.
Jeremy fällt es schwer, seine Karriere als Feuerwehrmann und seine Freunde hinter sich zurücklassen zu müssen. Der Schmerz wird jedoch durch die aufblühende Romanze zwischen ihm und Deputy United States Marshal Talia Durham gelindert, die ihm zu seinem Schutz vor Beginn des Strafverfahrens gegen Hagan zugewiesen wurde.
Aus dem Gefängnis heraus gibt Hagan den Befehl, Jeremy zu töten. Bei einem Attentatsversuch auf Jeremy wird Talia schwer verletzt und von Jeremy in Sicherheit gebracht. Daraufhin schwört Jeremy Rache. Als er von dem zwischenzeitlich aus der Haft entlassenen Hagan angerufen wird und ihm dieser droht, jeden, der ihm etwas bedeutet, zu töten, fällt Jeremy seinerseits den Entschluss, Hagan zuvorzukommen und den Gangsterboss zu töten. Daraufhin flüchtet Jeremy vor seinem Polizeischutz des Zeugenschutzprogramms und macht sich auf den Weg zurück nach Long Beach. Dort sucht er die Straßengang der Eastside Crips auf, die ihn zunächst widerwillig bei seiner Rache unterstützen, ihm letztlich jedoch Waffen und Munition zukommen lassen.
Jeremy lauert daraufhin Hagans Männern auf, um sie einen nach dem anderen zu töten. Seinen Rechtsanwalt zwingt er, ihm die Gewohnheiten Hagans zu verraten. Daraufhin lauert er Hagan in einem verlassenen Industriegebäude auf, das er mit Brandbeschleuniger präpariert hat. Als Hagan und seine Gefolgsleute das Gebäude betreten haben, zündet er es an, ohne zu wissen, dass sich Talia in den oberen Stockwerken ebenfalls im Gebäude in Hagans Gewalt befindet. Jeremy legt die zuvor von einem seiner ehemaligen Arbeitskollegen erhaltene Schutzkleidung der Feuerwehr an und macht sich auf den Weg in die Flammen, um Talia zu retten. In den Flammen lauert ihm Hagan auf, den Jeremy gemeinsam mit Talia töten kann. Jeremy führt Talia sicher aus dem brennenden Gebäude.
Mike Cella schließt den Fall ab, nachdem das gesamte Gebäude ohne verwertbare Spuren abgebrannt ist.

## Hintergrund
Der Film wurde im Juni 2011 in New Orleans gedreht. Das Budget des Films wird auf 20 bis 27 Millionen US-Dollar geschätzt. Er spielte nicht mehr als drei Millionen US-Dollar ein und wurde damit zum finanziellen Flop.
In den USA wurde der Film am 6. November 2012 von Lionsgate auf DVD und Blu-ray Disc veröffentlicht. In Deutschland veröffentlichte Universum Film den Film am 22. Februar 2013 auf DVD und Blu-ray Disc mit einer FSK-18-Freigabe.

## Deutsche Synchronfassung
Die deutsche Synchronbearbeitung entstand bei Film- & Fernseh-Synchron in München und Berlin. Das Dialogbuch verfasste Jan Odle, der zugleich die Synchronregie führte.
| Darsteller        | Deutscher Sprecher       | Rolle          |
| ----------------- | ------------------------ | -------------- |
| Josh Duhamel      | Torben Liebrecht         | Jeremy Coleman |
| Bruce Willis      | Manfred Lehmann          | Mike Cella     |
| Vincent D’Onofrio | Christian Weygand        | David Hagan    |
| Rosario Dawson    | Claudia Urbschat-Mingues | Talia Durham   |
| Eric Winter       | Manou Lubowski           | Adam           |
| James Lesure      | Stefan Günther           | Craig          |
| Arie Verveen      | Matthias Kupfer          | Darren         |
| Richard Schiff    | Andreas Borcherding      | Harold Gethers |
| 50 Cent           | Alexander Brem           | Lamar          |
| Ray Gaspard       | Crock Krumbiegel         | Richter        |
| Julian McMahon    | Matthias Klie            | Robert         |
| Quinton Jackson   | Matti Klemm              | Wallace        |
|                   | Jan Odle                 | Rogers         |

## Soundtrack
In dem Film sind unter anderem folgende Musiktitel zu hören.
- Burnsie – Lose You Now
- Cinematone – Jingle Bells MR-47
- Herukhuti Ausar – Blood On My Shoes
- Herukhuti Ausar – I Didn’t Kill Em
- Joe Conte – Bullet Train
- Michaela Clarke – Long Gone
- Tequila Sunrise – The Mustang Sound
- Young Giantz – Weeest

## Rezeption
Robert Cherkowski von Filmstarts ist der Meinung, der Film sei ein „fader Thriller“, der „sich penibel an die vielstrapazierten Muster des Polizeifilms“ hält und dabei „konsequent die bekannte Leier herunter[kurbelt]“, weswegen es ihm „an allen Ecken und Enden an Leidenschaft, Eigenständigkeit und Würze fehlt“. Zwar sei die „Inszenierung durchaus zweckdienlich, doch das reicht nicht, um die klischeehaften Handlungsbögen und die aus Genre-Plattitüden bestehenden Dialoge interessant zu gestalten“. Das Drehbuch sei schwach und gebe den Hauptdarstellern wenig Chancen „zu glänzen“, obwohl Josh Duhamel „in der Rolle des toughen Normalos mit dem Herzen am rechten Fleck“ zu überzeugen wisse. Rosario Dawson hingegen werde „unter Wert verkauft“. Bruce Willis absolviere „kaum mehr als einen Gastauftritt“, ebenso wie „Produzent und Gelegenheitsschauspieler 50 Cent“, der in einem Cameo-Auftritt als Bandenchef zu sehen ist. Vincent D’Onofrio spiele unter den Darstellern „die beste Figur, doch auch seine Rolle ist zu farblos, um nachhaltigen Eindruck zu hinterlassen“. So sei „letztlich der gesamte Film ein in keiner Hinsicht bemerkenswertes Routineprodukt“, sondern „ein von Mittelmaß geprägtes Action-Einerlei mit einigen bekannten Gesichtern“. Cherkowski vergab zwei von fünf möglichen Punkten.
Das Lexikon des internationalen Films resümierte, der Film sei ein „[h]arter, auf Seiten der Bösewichter recht eindrücklich besetzter Thriller, der ansonsten nur Klischees und Unglaubwürdigkeiten zu bieten hat.“
Die Dialoge des Films seien klischeebehaftet und die Actionszenen bedienen sich Großaufnahmen von Projektilen, die Schädel durchschlagen, urteilte Henry Barnes vom Guardian. Barnes vergab einen von fünf möglichen Punkten.

## Auszeichnungen
David Barber, Gonzalo Espinoza, Sean Gray, David Kitchens und Ken Skoglund wurden 2013 für ihre Arbeit an der Produktion sowie der Film mit dem Golden Reel Award in der Kategorie Best Sound Editing – Direct to Video – Live Action ausgezeichnet.